# Merkat
Merkat (lat. Suricata suricatta) jeste sisavac iz porodice mungosa. 
Živi u pustinji Kalahari na jugu Afrike od 5-15 godina. Mužjaci su teški oko 730 grama, a ženke su nešto lakše 720 grama. Mužjaci narastu do 35 cm duljine, a ženke oko 25 cm (bez repa, koji je obično dug između 17 i 25 cm).Tijelo je dugo i vitko, lice je usko s malim ušima u obliku polumjeseca. Boja krzna je od žute do smeđe. Na trbuhu imaju manje dlaka nego na ostatku tijela.

## Prehrana
Uglavnom se hrane kukcima, no znaju jesti i manje sisavce, guštere, zmije i jaja. Budući da su donekle imuni na otrove zmija i škorpiona, nemaju problema u lovu na njih. Kako nemaju masne rezerve, pomoću kojih bi čuvali energiju, prisiljeni su svakodnevno loviti.

## Parenje
Merkati spolno sazrijevaju s otprilike godinu dana, a mogu se razmnožavati tijekom cijele godine. Najčešće mladunce donose na svijet tijekom ljetnih mjeseci. Graviditet traje 11 tjedana, a u leglu su najčešće četiri mladunca, koji na svijet dolaze gluhi i slijepi. Iz jazbine izlaze nakon otprilike tri tjedna, a sa šest tjedana se samostalno hrane, dakako, uz pomoć starijih jedinki.

## Ponašanje
Merkati žive u kolonijama, koje najčešće broje oko 30 jedinki. Žive u podzemnim jazbinama, koje su povezane tunelima i imaju više izlaza. Na čelu kolonije je alfa par, koji jedini ima mladunce, a iz kolonije se vrlo često protjeruju ženke, koje mogu predstavljati prijetnju alfa ženki. Protjerane ženke kasnije formiraju nove kolonije s mužjacima koji su doživjeli sličnu sudbinu.
Socijalna struktura kolonija merkata jedna je od složenijih u životinjskom svijetu, a jedinke su međusobno čvrsto povezane. Takvo se ponašanje najbolje vidi u čuvanju kolonije od grabljivaca, pri čemu pojedine jedinke "drže stražu" i na taj način štite ostatak kolonije.